# Ноћне вештице
Ноћне вештице (рус. Ночные ведьмы) је био немачки надимак из Другог светског рата за војне авијатичаре 588. пука ноћних бомбардера, касније познатих као 46. гардијски пук ноћних бомбардера „Таман“, совјетских ваздухопловних снага. Јединице које су биле сачињене искључиво од жена. Иако је женама у то време званично било забрањено да учествују у борбама, мајор Марина Рашкова је искористила свој положај и личне контакте са совјетским лидером Јосифом Стаљином да добије дозволу за формирање женских борбених јединица. „Борба је олакшала и покренула невољно прихватање жена у војсци, више засновано на практичности и неопходности него на једнакости“.
8. октобра 1941. године издато је наређење о распоређивању три женске јединице ваздухопловства, укључујући и 588. пук. Пук, који је формирала Рашкова и који је предводила мајор Јевдокија Бершанскаја, био је састављен првенствено од жена добровољаца у касним тинејџерским и раним двадесетим годинама.
Техника напада ноћних бомбардера укључивала је рад мотора у празном ходу у близини мете и клизење до тачке испуштања бомбе док је остала само бука ветра да открије њихово присуство. Немачки војници су упоредили звук са метлама и зато су пилоте назвали "Ноћне вештице". Због тежине бомби и мале висине лета, пилоти нису носили падобране све до 1944.
Када је пук распоређен на линију фронта у јуну 1942. године, 588. пук ноћних бомбардера ушао је у састав 4. ваздушне армије Јужног фронта . У фебруару 1943. пук је добио гардијско звање и реорганизован је у 46. гардијски ноћни бомбардерски авијацијски пук у 325. дивизију ноћне бомбардерске авијације, 4. ваздушна армија, 2. белоруски фронт; октобра 1943. постао је 46. „Тамански“ гардијски ноћни бомбардерски авијацијски пук, „Таман“ који се односи на учешће јединице у Новоросијско-Таманским операцијама на Таманском полуострву током 1943. године.

## Настанак
Октобра 1941. мајор Марина Рашкова је добила овлашћење да бира кандидате за 122. композитну авио-групу, женски авијацијски пук. Рашкова је већ поставила неколико светских рекорда у непрекидним летовима на даљину и због својих достигнућа називана је „Руском Амелијом Ерхарт“. Када су Немци извршили инвазију 1941. године, младе жене су почеле да пишу писма Рашковој, питајући се како да најбоље служе својој земљи користећи своје вештине летења. Рашкова је искористила своју личну везу са Стаљином да добије одобрење за оснивање пука.
Стаљин је брзо одобрио иницијативу, пошто је имао општи интерес за „огромну међународну пропагандну вредност жена“.

## Историја и тактика
Јединица је обављала мисије лажног узбуњивања, али и прецизног бомбардовања немачке војске од 1942. до краја Другог светског рата (1945.). У једном моменту јединица је достизала чак до 40 посада. Свака посада је бројала два члана. Јединица је извршила преко 23.000 летова, бацивши преко 3.000 тона бомби и 26.000 запаљивих граната. Била је то најодликованија женска јединица у совјетском ваздухопловству. Јединица је обавила преко 800 мисија, захваљујући томе су двадесет три члана добила титулу Хероја Совјетског Савеза, док су тридесет два њена члана су погинула током рата.
Јединица је летела двокрилцима Поликарпов У-2 од дрвета и платна, дизајна из 1928. намењених за употребу као авион за обуку (отуда његов оригинални префикс ознаке „У-“) и за чишћење усева, који је такође имао посебан У-2ЛНБ верзија за врсту мисија напада ноћног узнемиравања које је обављала 588. Авион је могао да носи само 350 kg (770 lb) бомби, па је често било потребно осам или више мисија по ноћи. Иако је летелица била застарела и спора, пилоти су искористили њену изузетну маневарску способност; такође је имала максималну брзину која је била мања од брзине заустављања немачких авиона.

## Временски оквир и операције
Припадници пука су 23. маја 1942. распоређени из Енгелсове војне ваздухопловне школе на Јужни фронт у саставу 218. дивизије 4. ваздушне армије, где су стигли 27. маја.
- 12. јун 1942: Прва битка била је на Јужном фронту у бомбардовању речних прелаза на рекама Миус, Северни Донец и Дон, као и путева у салским степама и предграђу Ставропоља
- Август–децембар 1942: У бици на Кавказу, јединица је бранила Владикавказ, као и бомбардовала непријатељску опрему и трупе у Дигори, Моздоку и Прохладној
- Јануар 1943: Помагала у пробијању одбрамбених линија непријатеља на реци Терек, као и у офанзивним операцијама против копнених снага у долини реке Кубан и Ставропољу
- Март – септембар 1943: Помогла у пробоју Кубанског мостобрана и ослобађању Новоросијска
- Април – јул 1943: Учествовала у ваздушном походу на регион Кубан
- Новембар 1943 – мај 1944: Пружала ваздушну подршку копненим трупама у Керч-Елтигенској операцији у оквиру Кримске офанзиве, као и у Севастопољу
- Јун–јул 1944: Бомбардовао је непријатељска утврђења дуж реке Проња, помажући да се преузме контрола над Бјалистоком, Червеном, Минском и Могиљевом у Белорусији
- Август 1944: Операције над Пољском у кампањама за протеривање Немаца из градова Августова, Варшаве и Остроленке
- Јануар 1945: Учествовала у источнопруској офанзиви
- Март 1945: Учествовала у офанзивама на Гдињу и Гдањску
- Април – мај 1945: Помогла у вислонско-одерској офанзиви
- 15. октобар 1945: Јединица је по завршетку рата расформирана, а војници су демобилисани

## Летови/Мисије
Током рата, јединица је учествовала у 23.672 борбе, укључујући и следеће битке:
- Битка на Кавказу – 2.920 налета
- Кубан, Таман, Новоросијск – 4.623 лета
- Кримска офанзива – 6.140 налета
- Белоруска офанзива – 400 налета
- Пољска офанзива – 5.421 налета
- Немачка офанзива – 2.000 налета

Јединица је укупно сакупила 28.676 сати лета, бацила преко 3.000 тона бомби и преко 26.000 запаљивих граната, оштетивши или потпуно уништивши 17 речних мостова, девет пруга, две железничке станице, 26 складишта, 12 складишта, 12 складишта горива, 167 оклопних возила ,86 одбрамбених пунктова и 11 рефлектора . Поред бомбардовања, јединица је извршила 155 испорука хране и муниције совјетским снагама.

## Особље
У јединици је служила укупно 261 особа, од којих је 32 умрло од разних узрока током рата, укључујући авионске несреће, погинућа у директним борбама и туберкулозу. Уништено је двадесет осам авиона.

### Лидерство
- Јевдокија Бершанскаја – командант јединице
- Серафима Амосова – заменица команданта јединице
- Јевдокија Рачкевич – комесарка
- Марија Фортус и касније Ирина Ракоболскаја – шеф кабинета
- Валентина Ступина и касније Кхиуаз Доспанова – шеф за комуникације

## Дуготрајни ефекти

### Дисциплиновано особље
Виши инжењер Софија Озеркова уништила је своју партијску књижицу у случају заробљавања током повлачења из опкољене ваздушне базе након што је одлучила да остане како би ускратила немачкој војсци По-2 на поправци. По повратку у јединицу била је осуђена на смрт од стране војног суда 1942. године јер није могла да покаже карту. Она је одбила да уложи жалбу на казну као исказ лојалности странци, али је касније ослобођена након што је политички комесар при јединици интервенисао у њено име. Казна јој је суспендована и она је враћена на своју функцију. Механичари Раиса Харитонова и Тамара Фролова осуђене су на десет година затвора због демонтирања ракете (коју су навигатори користили за осветљавање циљева бомбардовања) и коришћења малих свилених падобрана за шивање доњег веша. Обе су преобучена у навигаторе, међутим је Фролова погинула у акцији 1943.

### Одликовања
Двадесет три припаднице јединице су одликоване звањем Хероја Совјетског Савеза, две су одликована Херојем Руске Федерације, а једна Херојом Казахстана.

#### Хероји Совјетског Савеза
- Раиса Аронова
- Вера Белик
- Марина Чечнева
- Руфина Гашева
- Полина Гелман
- Татјана Макарова
- Наталија Меклин
- Јевдокија Никулина
- Јевдокија Носал
- Олга Санфирова
- Зоја Панферова
- Једвдокија Паско
- Надежда Попова
- Нина Распопова
- Јевгенија Руднева
- Јетакетина Рјабова
- Ирина Себрова
- Марија Смирнова
- Магуба Сјртланова
- Нина Уљаненко
- Јевгенија Жигуленко

#### Хероји Руске Федерације
- Александра Акимова
- Татјана Сумарокова

#### Херој Казахстана
- Хиуаз Доспанова

## Други женски пукови
Дана 8. октобра 1941, Наредба број 0099 прецизирала је стварање три женске јединице  — сво особље од техничара до пилота било би у потпуности састављено од жена. Друге две јединице су биле 586. ловачки авијацијски пук, који је користио ловце Јак-1, и 587. бомбардерски авијацијски пук, који је користио двомоторне пе-2 ронилачке бомбардере . Касније је јединица добила ознаку Гарде и реорганизована је у 125. гардијски бомбардерски авијацијски пук. Иако је било планирано да сва три пука имају искључиво жене, ниједан није остао искључиво женског пола. 586. и 588. пук запошљавали су мушке механичаре, 586. јер ниједна жена није прошла обуку за рад на борбеним авионима Јаковљев пре рата. Жена командант 586 јединице, мајор Тамара Александровна Казаринова, замењена је мајором Александром Васиљевичем Гридневом, октобра 1942. године. 587. пук је првобитно био под командом Марине Рашкове, али ју је после њене смрти 1943. године заменио мушки командант, мајор Валентин Марков . Ронилачки бомбардери Петљаков Пе-2 587. такође су захтевали високу особу за управљање горњим задњим митраљезом, али није довољно регрутованих жена које су биле довољно високе, што је захтевало да се неки мушкарци придруже ваздухопловним посадама као радио-оператери и репне нишанџије. Штабни возачи 588. пука и оперативци рефлектора такође су били мушкарци.